# Feramatore

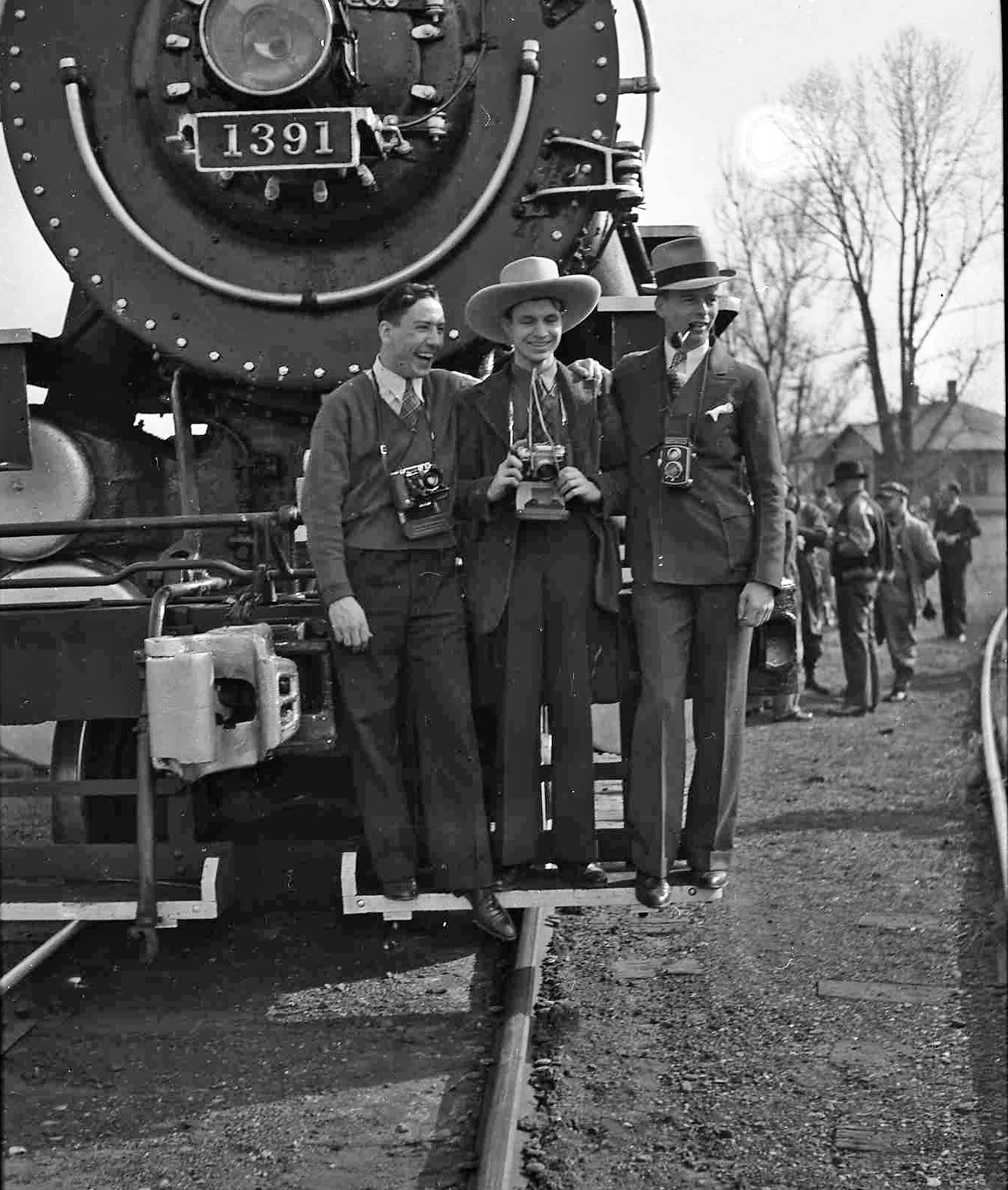
Un gruppo di feramatori a Thurston (Ohio) nel 1939.

Con il neologismo feramatore si definiscono complessivamente gli appassionati di cose ferroviarie.

## Caratteristiche
L'insieme dei feramatori è eterogeneo comprendendo gli appassionati di vari aspetti del mondo ferroviario.
Esso comprende coloro che si occupano esclusivamente dello studio delle ferrovie reali e della collezione di documenti e oggetti ferroviari (tra essi vanno citati gli appassionati di fotografia ferroviaria, i collezionisti di documentazione e di cimeli, e i restauratori o gestori di materiale e di linee di interesse storico).
Vengono considerati, per definizione, dei feramatori anche i cultori del turismo ferroviario, che annovera anche agenzie di viaggi specializzate.
Poiché gli oggetti d'interesse dei feramatori spesso sono parte dell'attività caratteristica delle società di trasporto e dell'industria produttrice del materiali e delle infrastrutture, oltre che della ricerca specializzata, spesso queste attività vengono svolte in collaborazione con appositi organi delle società e industrie del settore e con enti di ricerca.
In inglese si definiscono railfans, railway enthusiasts o railway buff; in francese ferrovipathes.
Vengono considerati precursori degli studi di archeologia industriale.
Nella bibliografia specializzata si distinguono molte opere scritte e pubblicate da feramatori, spesso di grande valore scientifico.
Rimane oggetto di dibattito se professionisti del settore ferroviario come gli ingegneri specialisti di trazione a vapore Livio Dante Porta o David Wardale possano rientrare nella definizione di feramatore, pur essendo profondamente appassionati del proprio lavoro.
I fermodellisti vengono considerati, per definizione, dei feramatori.

## Attività

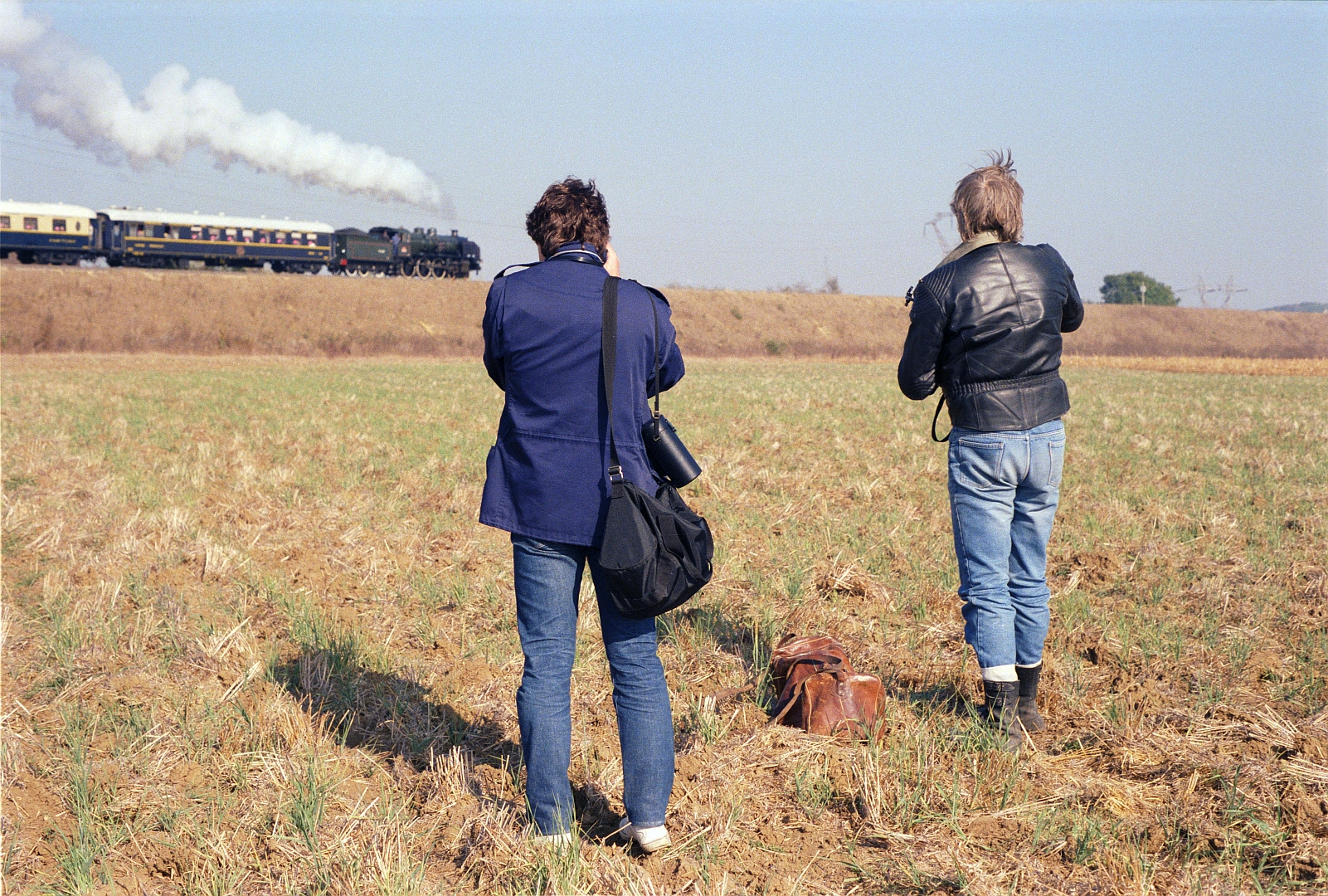
Feramatori fotografi.

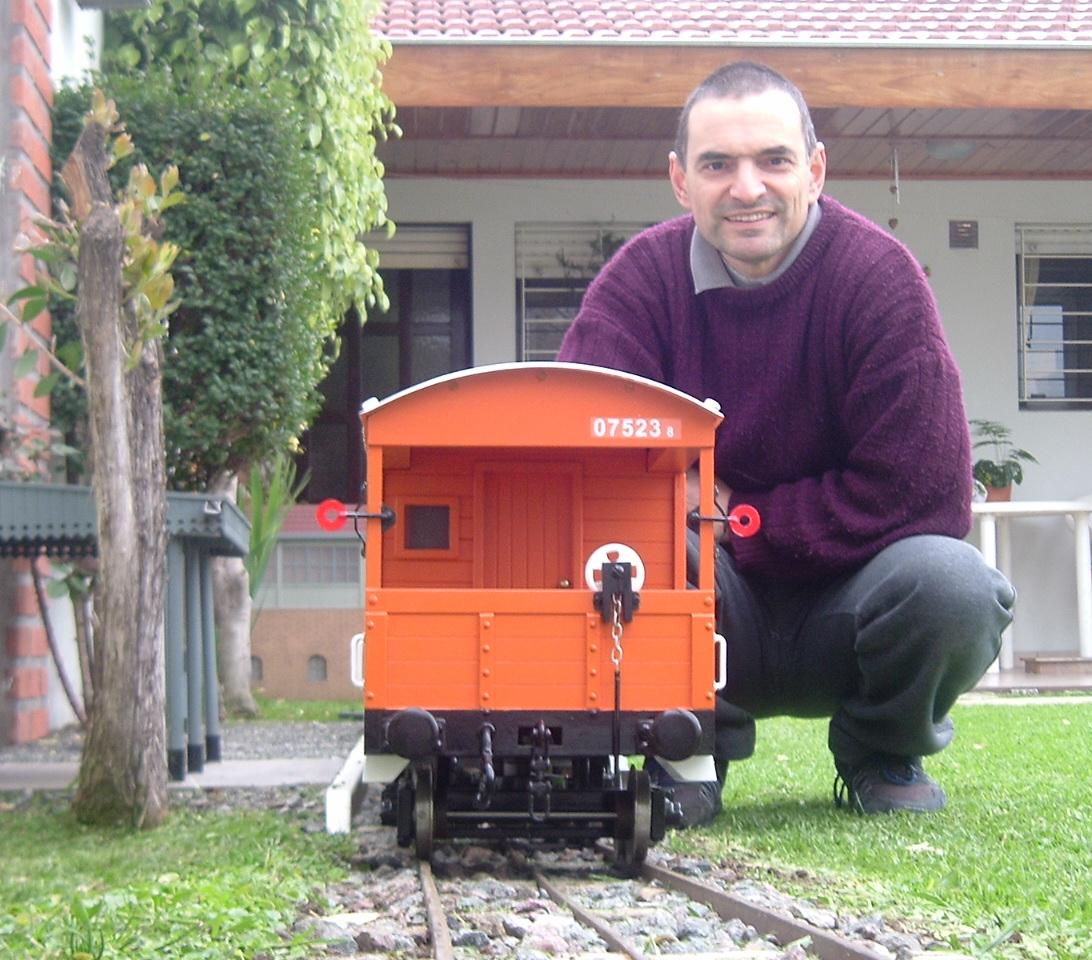
Un feramatore e il suo modellino.

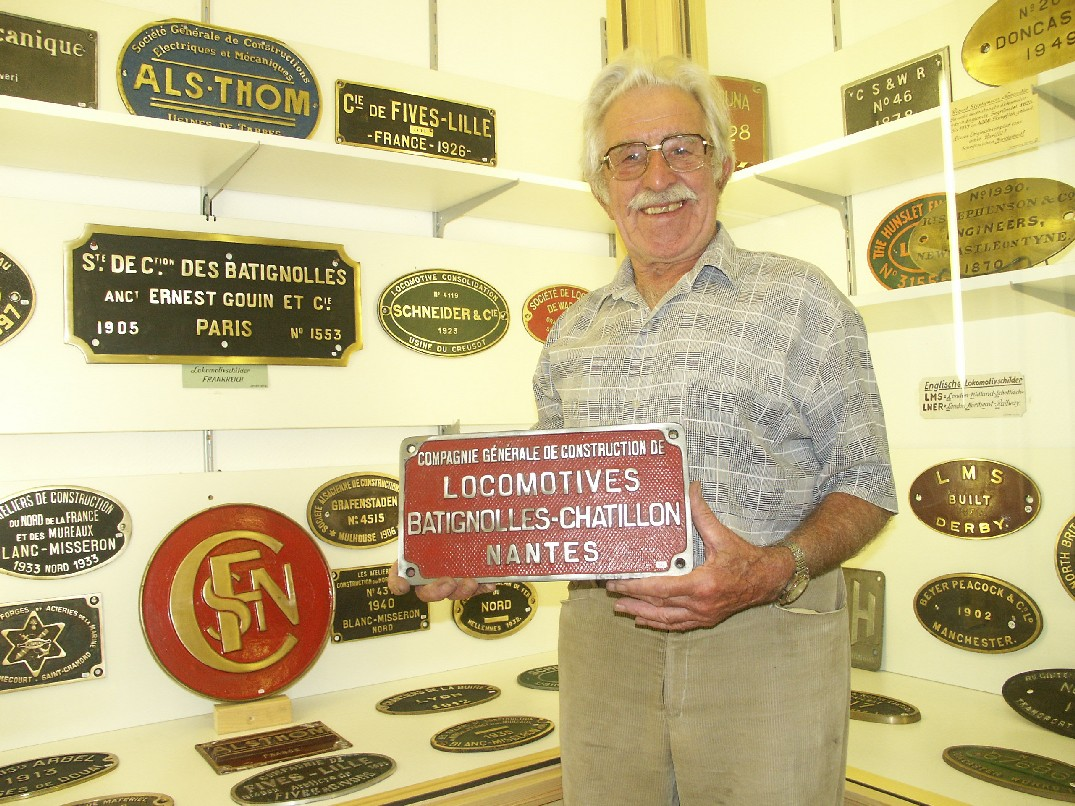
Un collezionista di placche ferroviarie.

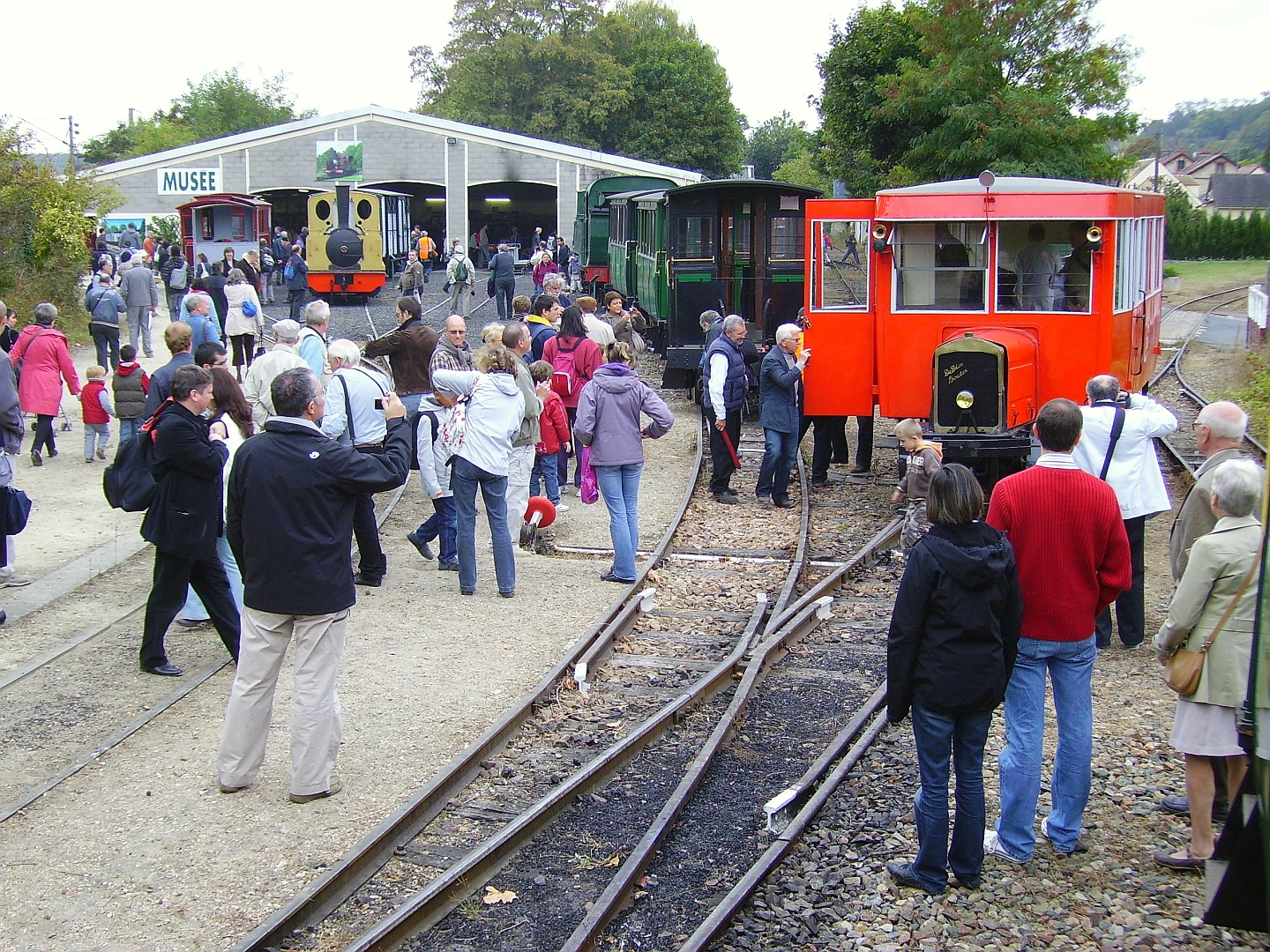
Turismo ferroviario: visita a un museo di materiale rotabile storico.

L'attività di un feramatore può essere molto varia. In base all'oggetto del suo interesse si distinguono vari tipi di attività e quindi di feramatori. Va detto che molti feramatori possono dedicarsi a più di una di queste attività.

### Fotografia ferroviaria
I fotografi feramatori mettono al centro della loro attività sia i treni in manovra o viaggio che le infrastrutture (stazioni, gallerie, depositi). Le foto vanno a formare raccolte che con l'avvento di internet hanno dato vita a diversi forum di feramatori fotografi. Alcuni feramatori svolgendo tale attività possono (anche involontariamente) invadere le proprietà private delle ferrovie ed essere soggetti a problemi legali.

### Modellismo ferroviario
Tale attività include coloro che si dedicano a costruire le riproduzioni in scala ridotta di ferrovie, di rotabili e di tutto ciò che ha attinenza diretta o indiretta con essi.

### Train spotting
Il termine inglese indica coloro che si dedicano all'osservazione dei treni con un'attività simile a quella dell'osservazione degli uccelli. I feramatori in questo caso cercano di documentare e raccogliere dati su tutti i treni di una certa classe o zona o linea di loro interesse. Essi usano documenti originali o pubblicazioni dedicate per poi discuterne in club fanzine o forum su internet.

### Turismo ferroviario
Il turismo ferroviario include diverse attività. La più classica consiste nel viaggiare sui treni storici o su linee in disuso. A volte associazioni di appassionati recuperano restaurano e gestiscono vecchi treni o linee. Un'altra attività connessa è l'esplorazione delle linee abbandonate. L'esplorazione può avvenire a piedi o in bicicletta e a essa può accompagnarsi l'attività di fotografo ferroviario. In altri paesi esiste il basher che consiste nel viaggiare su una linea per passione feramatoriale e non per necessità. Un'attività simile è il giro completo (complete riding) che consiste nel viaggiare su tutte le linee di una città o regione o nazione.  Anche le visite alle stazioni monumentali o ai musei fanno parte del turismo ferroviario.

### Collezionismo ferroviario
I feramatori amano collezionare tutto ciò che riguarda la ferrovia.

#### Documenti
I documenti più ricercati sono gli orari, i manuali e i grafici originali delle tracce ferroviarie (documenti che indicano visivamente in un grafico il passaggio dei treni in una giornata).

#### Materiale rotabile
Esistono dei feramatori che collezionano, spesso restaurandoli, veri veicoli ferroviari. In tale collezionismo spiccano coloro che restaurano le locomotive o i locomotori, per la difficoltà del lavoro e la spettacolarità del risultato ottenuto. In tale attività è raro che si cimenti un singolo feramatore: visti i costi si creano associazioni di più feramatori. Spesso, dopo avere restaurato i treni, con questi si organizzano viaggi turistici ferroviari.

#### Oggettistica ferroviaria
Consiste nel collezionare e/o restaurare gli oggetti che non siano documenti o materiali rotabili ma che hanno a che fare con le ferrovie. In inglese questa attività è chiamata collecting railroadiana. Si tratta di appassionati che raccolgono attrezzi, divise, lampade telefoni o anche placche dei treni.

### Altre attività
Alcuni feramatori sono anche radioamatori e combinano le due attività ascoltando le comunicazioni radio ferroviarie, nei paesi dove il canale radio è utilizzato per la gestione del movimento dei treni.

### Associazioni
- Federazione italiana modellisti ferroviari e amici della ferrovia
- Fondazione per il patrimonio storico delle FFS
- MOROP (Federazione europea dei modellisti ferroviari e degli amici delle ferrovie)

### Feramatori italiani
- Italo Briano
- Bruno Bonazzelli
- Piero Muscolino
- Francesco Ogliari
- Arnaldo Pocher
- Giovanni Robert

### Musei storici ferroviari (Italia)
- Museo nazionale trasporti
- Museo ferroviario piemontese
- Museo nazionale della scienza e della tecnologia Leonardo da Vinci
- Museo nazionale ferroviario di Pietrarsa
- Museo dei trasporti Ogliari
- Museo Ferroviario Sardo

### Altro
- Locomotiva A1 Peppercorn 60163 "Tornado"